# 3560 Chenqian
3560 Chenqian је астероид главног астероидног појаса са пречником од приближно 29,92 .
Афел астероида је на удаљености од 3,366 астрономских јединица (АЈ) од Сунца, а перихел на 2,670 АЈ.
Ексцентрицитет орбите износи 0,115, инклинација (нагиб) орбите у односу на раван еклиптике 9,275 степени, а орбитални период износи 1915,409 дана (5,244 година).
Апсолутна магнитуда астероида је 10,50 а геометријски албедо 0,124.
Астероид је откривен 3. септембра 1980. године.